# Austrohelea campbellensis
Austrohelea campbellensis är en tvåvingeart som först beskrevs av Tokunaga 1964.  Austrohelea campbellensis ingår i släktet Austrohelea och familjen svidknott. Inga underarter finns listade i Catalogue of Life.